# Боемунд IV (князь Антіохії)
Боемунд IV Одноокий (*Bohémond IV d'Antioche, бл. 1175 — 1233) — граф Триполі у 1189—1233 роках (як Боемунд I) і князь Антіохії у 1201—1216 і 1219—1233 роках.

## Біографія

### Граф Триполі
Походив з антіохійської гілки династії Рамнульфідів. Молодший син Боемунда III, князя Антіохії, від його першої дружини Оргуелленс де Сен-Валері. У 1189 році за рішенням батька змінив старшого брата Раймунда IV на троні графства Триполі як Боемунд I. Активно допомагав учасникам Третього хрестового походу, проте не досяг якогось успіху з відновлення колишніх кордонів графства. Одружився з представницею роду Ембріако.
У 1199 році після смерті брата Боемунда — Раймунда IV — їх батько Боемунд III під тиском Кілікійської Вірменії оголосив спадкоємцем сина Раймунда —Раймунда-Рубена. З цим не погодилася комуна Антіохії та частина баронів. Цим скористався Боемунд I Триполійський, що  змусив батька визнати його спадкоємцем. Втім у 1200 році Боемунд III знову оголосив Раймунда-Рубена спадкоємцем трону Антіохійського князівства. 1201 року після смерті Боемунда III граф Триполі зайняв Антіохію, де оголосив себе новим князем як Боемунд IV. Проти цього виступив Раймунд-Рубен, внаслідок чого почалася Війна за антіохійську спадщину.

### Перше правління в Антіохії
На допомогу Раймунду-Рубену прийшов Левон II, король Кілікійської Вірменії, який взяв в облогу Антіохію. Також частина антіохійського лицарства підтримала Раймунд-Рубена. В свою чергу Боемунд IV уклав союз з Аль-Газі Аюбідом, еміром Алеппо, та Сулейман-шахом, султаном Рума. Війська султана і еміра атакували кілкійські землі, змусивши Левона II відступити від Антіохії.  
1203 року виступив проти папського легата Ґоффреда Каетані у конфлікті з Левоном II, який обіцяв папі римському Іннокентію III унію Вірменської церкви з Католицькою. Того ж року поновилася війна з Кілікією. 1204 року Бодуен IV намагався залучити  посередником латинського імператора Балдуїна I через  його дружину Марію Шампанську, проте того ж року вона померла. У 1204—1205 роках Бодуен IV вів запеклу боротьбу проти прихильників Раймунд-Рубена. Ціною великих втрат вдалося подолати ворохобників. 
У 1206 році князь Антіохії вступив у конфлікт з латинським патріархом Антіохії П'єром Ангулемським. На противагу цьому відновив владу Симеона II, православного патріарха Антіохії. У відповідь патріарх П'єр Ангулемський відлучив Боемунда IV та комуну Антіохії від церкви. У 1207 році за підтримки латинського патріарха Раймунд-Рубен захопив владу в Антіохії. Проте Боемунд IV отаборився в донжоні Антіохії. Звідси зібрав війська й завдав поразки Раймунд-Рубену, полонивши П'єра Ангулемського. також завдав поразки Левону II, який прийшов на допомогу Раймунд-Рубену. Після смерті латинського патріарха від спраги князя Антіохії було відлучено від церкви папою римським. У відповідь Боемунд IV недозволив новому латинському патріарху Петру Іврейському вступити до Антіохії. 
1208 році рейди госпітальєрів проти володінь Аюбидів призвели до конфлікту князя Антіохії з султаном Аль-Аділем I. В результаті 1209 року за грабунки Боемунд IV вимушений був компенсувати грошима. 
У 1210—1211 роках за підтримки Аль-Аділа I і тамплієрів боровся проти Вірменської Кілікії. також в цей час вдалося перетягнути на свій бік папу римському. На дяку за підтримку Боемунд IV вигнав з Антіохії православного патріарха, дозволивши увійти до міста латинському патріарху Петру Іврейському. 1212 року Раймунд-Рубен на чолі нового війська атакував тамплієрів. 1213 року асассіни вбили Раймунда — старшого сина Боемунда IV. У відповідь війська Антіохії взяли в облогу головну фортець асасинів в Сирії — Хавабі. Лише за підтримки Аль-Захіра Газі, еміра Алеппо, та султана Аль-Аділа I асассинам вдалося врятуватися — Боемунд IV відступив.

### Повалення в Антіохії
Не почуваючись себе певним в Антіохії, переніс резиденцію до Триполі, що викликало невдоволення антійохійської комуни. 1216 року внаслідок змови очільників комуни, госпітальєрів та латинського патріарха, Раймунд-Рубен захопив владу в Антіохійському князівстві. У 1217 році брав участь у П'ятому хрестовому поході. Того ж року одружився з представницею кіпрських Лузіньянів, що зміцнило становище Боемунда IV. 

### Друге правління в Антіохії
1219 року внаслідок змови було повалено владу Раймунд-Рубена в Антіохії, де Боемунд IV без сильного спротив відновив панування. Він конфіскував усе майно госпітальєрів в Антіохійському князівстві. натомість надав прихильність тамплієрам. 1222 року влаштував шлюб сина Філіппа з Ізабелою, королевою Кілікійської Вірменії. Боемунд IV допоміг Кілікії відбити атаку Румського султанату. Втім у 1224 році його сина Філіппа внаслідок конфлікту з кілкійською знатю було ув'язнено. У відповідь Боемунд IV намовив Румський султанат атакувати кілікійську Вірменію. Але в свою чергу володіння Боемунда IV було атаковано еміратом Алеппо. 
1228 році до Кіпру прибув Фрідріх II Гогенштауфен, імператор Священної Римської імперії, який зажадав від Боемунда IV принести омаж. Втім той сказався хворим й повернувся до Антіохії. В результаті у 1229 році князівство Антіохійське та Триполійське графство не були включені до договору між Фрідріхом II і султаном Аль-Камілем.
1230 року на прохання Ордену госпітальєрів Боемунда IV знову було відлучено від церкви. 1231 року після укладання миру з госпітальєрами, яким було повернено майно в Антіохійському князівстві (окрім тих, які надав їм Раймунд-Рубен). У 1232 році Жан I д'Ібелін намагався залучити Боемунда IV до змови проти імператора Фрідріха II, який також був королем Єрусалиму. Втім князь Антіохії відмовився від авантюри. 
У березні 1233 року Боемунд IV помер. Владу успадкував другий син Боемунд V.

## Родина
1. Дружина — Плезанс, донька Гуго III Ембіако, сеньйора Гіблета
Діти:
- Раймунд (д/н—1213)
- Боемунд (д/н—1252), князь Антіохії і граф Триполі в 1233—1252 роках
- Філіпп (д/н—1226), король Кілікійської Вірменії
- Оргуеленс (померла дитиною)
- Генріх (д/н—1272), батько Гуго III, король Кіпру

2. Друдина — Мелісенда, донька Аморі, короля кіпру
Діти:
- Ізабелла (померла дитиною)
- Марія
- Гелвіга